# Museu de la Pell d'Igualada
El Museu de la Pell d'Igualada i Comarcal de l'Anoia és un dels tres primers d'aquesta especialitat existents a Europa i té els seus orígens l'any 1954. Les col·leccions estan repartides en dos edificis d'Igualada: la fàbrica de Cal Boyer i l'antiga adoberia de Cal Granotes. Des de l'any 1996 és una secció del Museu Nacional de la Ciència i de la Tècnica de Catalunya.
Cal Boyer és una antiga fàbrica tèxtil cotonera de finals del segle xix. Conserva dues naus i una xemeneia, amb columnes de ferro colat a la planta baixa i encavallades de fusta a les quadres superiors. En aquest edifici es pot visitar el Museu de la Pell, on dos àmbits configuren un recorregut pel món de la pell: la pell en la història, la producció, la utilitat i la significació cultural de la pell en la nostra civilització mediterrània, i un univers de pell que ens acosta a la diversitat dels seus usos. També es pot visitar la secció L'Home i l'Aigua, que dona una visió de diferents aspectes del món de l'aigua relacionats amb la nostra societat.
Cal Granotes és una de les adoberies més antigues d'Europa. Fou construïda en el segle xviii i conserva les dues plantes típiques d'una adoberia: la ribera i l'estenedor. Actualment mostra l'antic sistema d'adobar vegetalment les pells utilitzat abans de la industrialització.

## Orígens i història

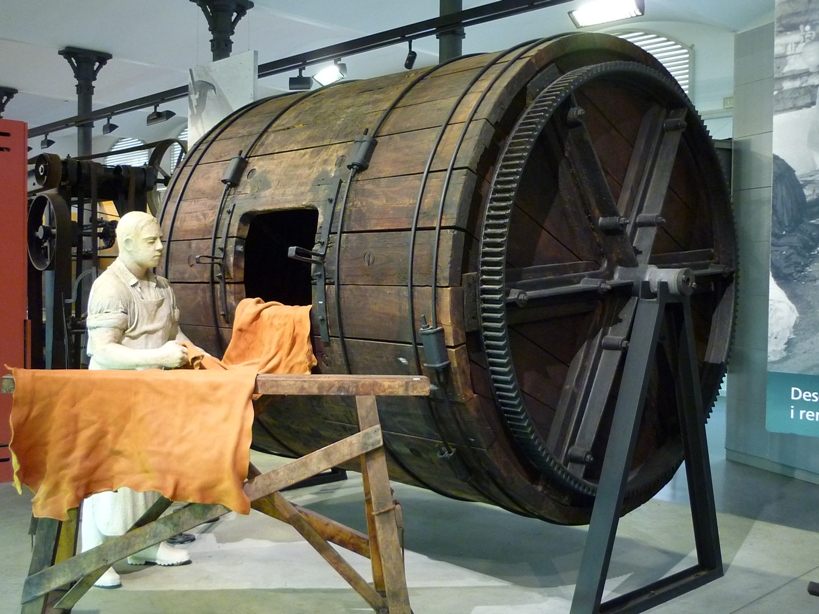
Bombo per adobar cuir, al Museu de la Pell d'Igualada.

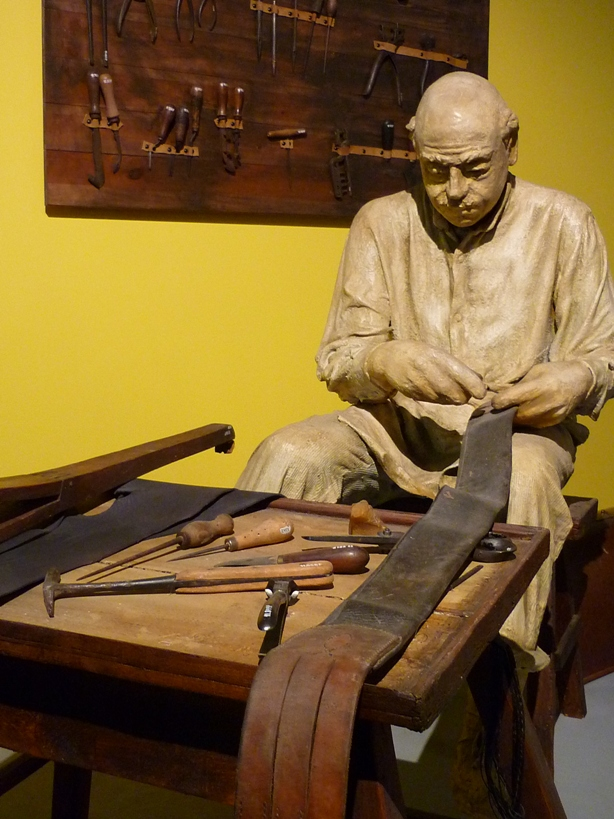
Eines de treballar la pell al Museu de la Pell d'Igualada.

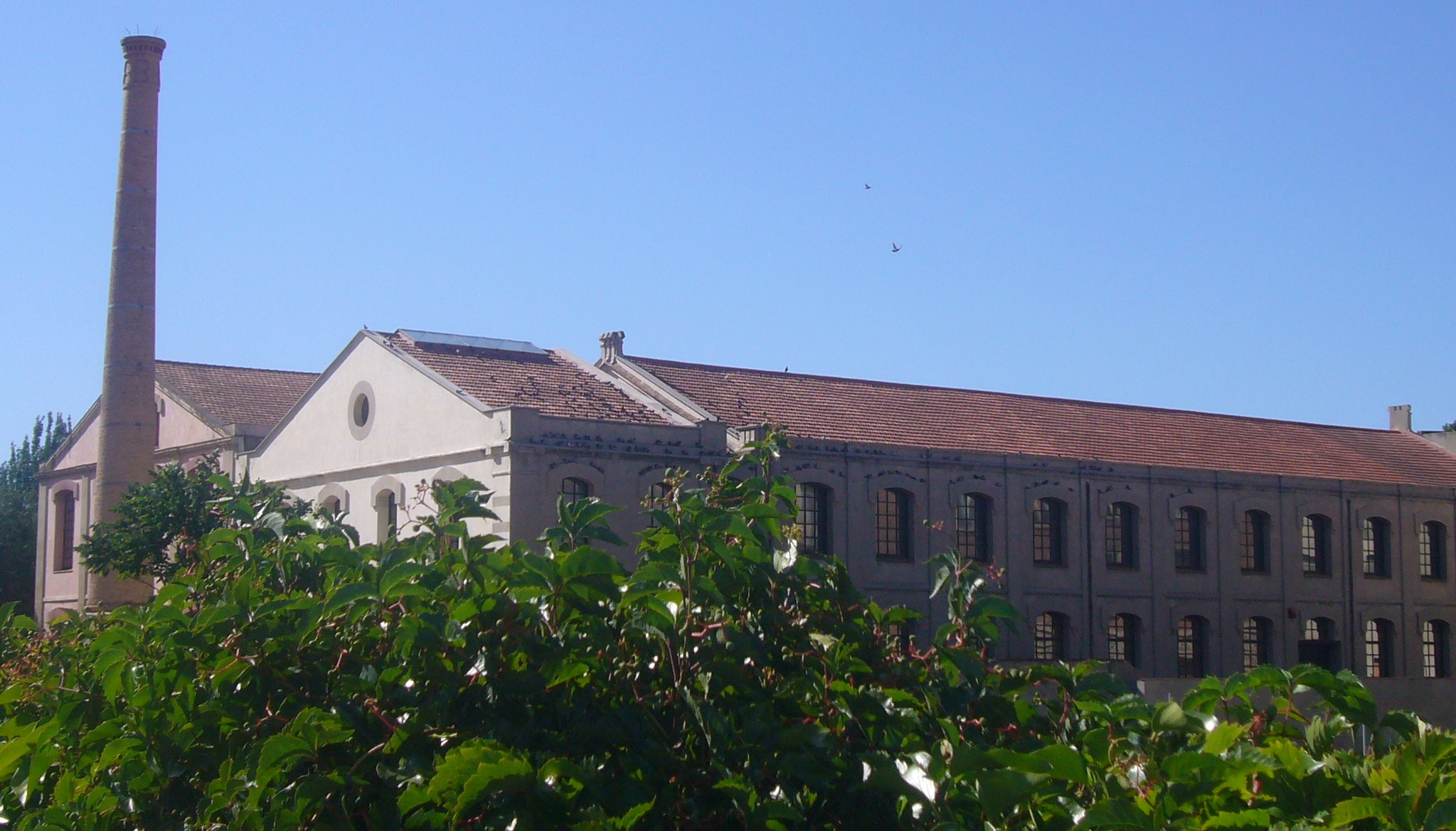
Fàbrica de Cal Boyer, seu del museu

El 8 de juny de 1947 es va fer la constitució provisional del posterior Centre d'Estudis Comarcals d'Igualada (CECI), on ja es va parlar de la creació d'un museu de la ciutat. El CECI va impulsar la creació d'una infraestructura museística per a Igualada i la seva comarca. Dos anys més tard, el 6 de juny de 1949, es va inaugurar el Museu de la Ciutat i Comarca d'Igualada al Saló d'Actes del Grup Escolar Garcia Fossas. Aquest museu es va instal·lar a l'edifici que Artur Garcia Fossas havia edificat a Igualada a la dècada de 1930, amb l'objectiu inicial de servir com a orfenat, però que funcionà com a escola a partir de 1941. El museu obria al públic els diumenges al matí i estava estructurat en seccions de folklore i història local, art antic (segles XVI a XIX), art modern, ciències naturals, arqueologia, cartografia comarcal, arxiu notarial, arxiu històric i bibliogràfic i, finalment, la biblioteca Emili Vallès. El seu primer director va ser Ernest Marco.
El setembre de 1949 el Consell Executiu del CECI proposà la creació d'una secció dedicada a l'adoberia, una iniciativa recolzada per la Dena de Blanquers d'Igualada i el Sindicat Local de la Pell. El juny de 1954, amb Joan Riba i Faura com a president del Patronat, es va inaugurar el Museu de la Pell d'Igualada en un acte presidit pel llavors alcalde, Francesc Llansana. El museu estava ubicat inicialment al tercer pis del Grup Escolar Garcia Fossas. Es tracta d'un museu monogràfic de la pell, únic a la península Ibèrica i tercer d'Europa. Les sales tèxtils del Museu de la Ciutat es varen inaugurar l'any 1955, també en el tercer pis, a base de maquinària industrial, matèries i fibres tèxtils, teixits, miniatures i diorames i documentació tècnica.
El Museu va créixer amb constants donacions de particulars i empreses. El 1980 es va inaugurar una nova sala del Guarnimenter. L'any 1982 es creà la Fundació Pública Municipal Museu Comarcal de l'Anoia, regida per un patronat autònom presidit per l'alcalde d'Igualada. L'any 1983, l'Ajuntament d'Igualada, el Servei de Museus de la Generalitat i el Gremi de Blanquers van comprar l'adoberia de Cal Granotes. El 1990 es va reobrir, convertida ja en part del museu.
També l'any 1983, l'Ajuntament d'Igualada va comprar la fàbrica tèxtil de Cal Boyer per tal que esdevingués la seu del futur Museu Comarcal de l'Anoia. El projecte de museu a Cal Boyer es va centrar en la secció del Museu de la Pell, per convertir-la en un centre de referència en la museografia catalana.
El Ple de la Junta de Museus de Catalunya, en data 12 de gener de 1996, va donar la seva conformitat per tal que el Museu Comarcal de l'Anoia fos declarat secció del Museu Nacional de la Ciència i de la Tècnica de Catalunya. La Junta del Patronat, a fi d'adaptar el Museu Comarcal de l'Anoia a la nova situació museística del país, va acordar en data 25 de novembre de 1997 el canvi de denominació pel de Museu de la Pell d'Igualada i Comarcal de l'Anoia. El 26 de maig de 1998, el Govern de la Generalitat el va declarar secció del Museu Nacional de la Ciència i de la Tècnica de Catalunya.
Compta amb més de 60.000 usuaris l'any. Les temàtiques desenvolupades en el conjunt del museu són bàsicament tres. Les dues primeres resten plantejades des d'un punt de vista del patrimoni industrial i tecnològic i comprenen un àmbit de caràcter nacional per la seva temàtica: són la pell i l'aigua. El tercer punt a tractar, encara no obert al públic, és una síntesi comarcal, un breu recorregut històric pel medi humà i físic de la ciutat d'Igualada i comarca d'abast geogràfic més restringit.
Actualment es poden visitar tres espais: El Museu de la Pell, l'adoberia de "Cal Granotes" i "L'Home i l'Aigua".

## El Museu de la Pell

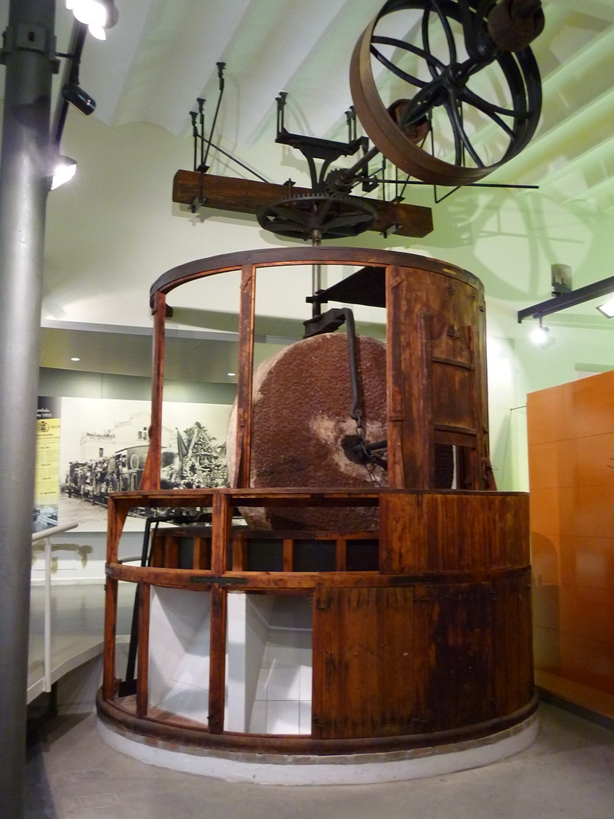
Museu de la Pell d'Igualada

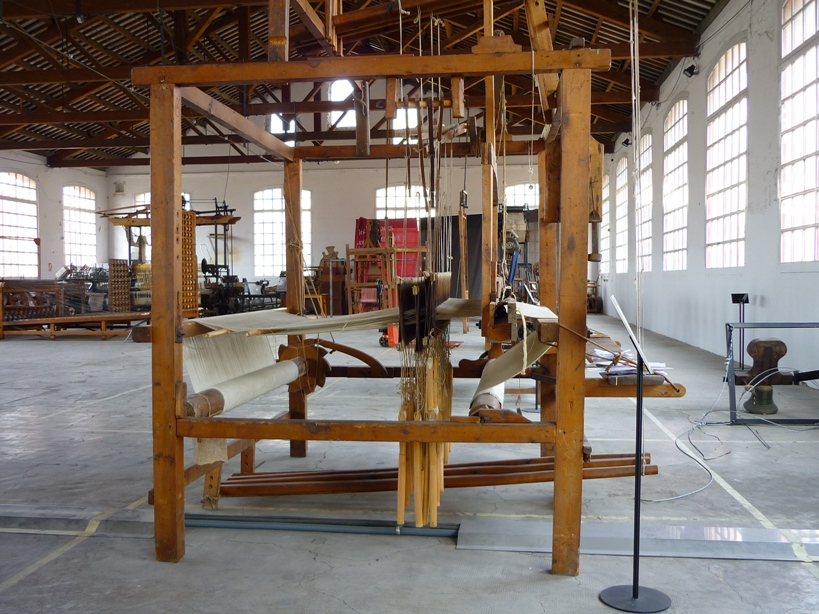
Teler al Museu de la Pell d'Igualada

Constitueix el pilar fonamental del plantejament museogràfic. Per les seves característiques i estructuració, és un conjunt únic i capdavanter, un dels tres primers d'aquesta especialitat existents a Europa.
Tres àmbits configuren el seu discurs expositiu: la pell en la història, un univers de pell i la industrialització. El primer àmbit presenta aspectes de la producció, la utilitat i la significació cultural de la pell en la nostra civilització mediterrània, des del passat més remot a èpoques recents. Hi podem contemplar temàtiques com: la pell en la prehistòria, l'adoberia entra en la història, de cap a cap de la Mediterrània amb els mons grec i llatí, els pergaminers i enquadernadors monàstics i cordovaners i guadamassilers cortesans, i dos oficis tradicionals com el sabater i el guarnicioner.
El segon àmbit, "Un univers de pell", presenta temes monogràfics relacionats amb la pell: l'esport, fent la guerra, de viatge, els nòmades, sons de sempre que tracta la pell i la música, imatges a flor de pell i temptacions tàctils. A més dels corresponents vídeos, presenta cinc mòduls interactius que mostren algunes de les propietats de la pell: el tacte, el so, la resistència, la impermeabilitat i el trepant.
El tercer espai tracta sobre la recent evolució tècnica de la producció de cuir, denominada industrialització de la pell o també "dels clots als bombos". Aquesta zona d'exposició vol ser la continuació natural de l'itinerari històric partint de "Cal Granotes" i alhora la fi del trajecte pel museu. Comprèn tres moments: com s'adobava a Igualada l'any 1890, que és la connexió amb "Cal Granotes" o la fase artesanal; els inicis d'una especialització amb la primera generació de màquines; i finalment la fase industrial de la pell per a sola que representa la definitiva implantació de la mecanització a l'adoberia i pretén il·lustrar la seva evolució, fonamentalment des d'un punt de vista tècnic, fent patent els processos de producció, amb la substitució dels procediments antics d'adobat en clots per les modernes botes d'adobar, i el pas d'un sistema rudimentari de treball, recolzat en l'habilitat individual i l'esforç manual, a un sistema avançat de mecanització, basat en l'ús de l'electricitat.

## L'adoberia de "Cal Granotes"

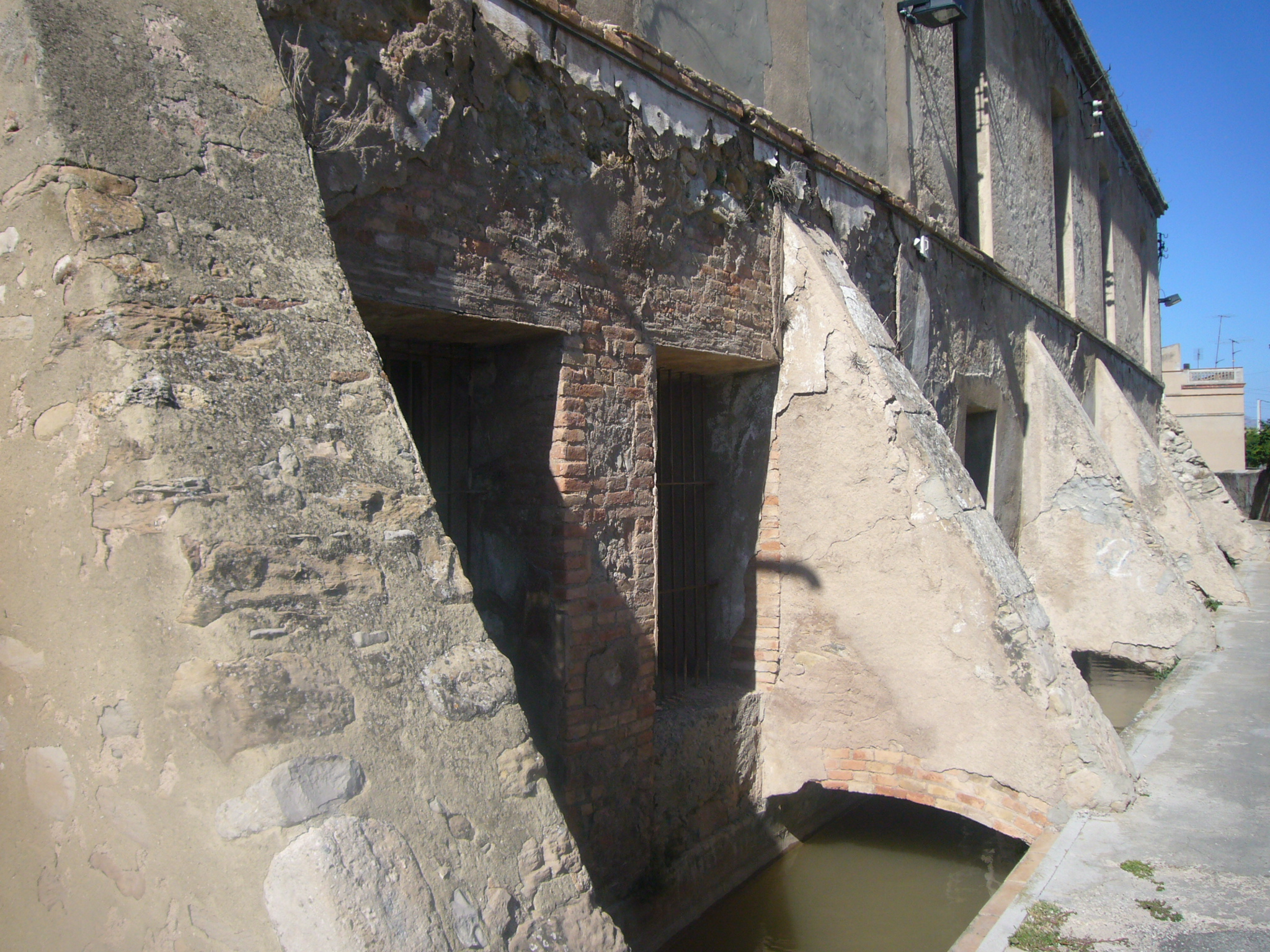
Adoberia de "Cal Granotes". Contraforts damunt el rec.

Aquesta adoberia és pionera en el seu gènere. Fou oberta al públic el desembre de 1990. S'ha rehabilitat un edifici industrial que data de principis del segle xviii, situat en ple barri adober, a frec del rec o séquia i que conserva la seva distribució primitiva per tal de mostrar de forma realista els tres sistemes totalment manuals i artesanals d'adob de pells per a sola (pell grossa de bou, vaca…) previs a la mecanització: l'adob pel sistema de cosir els cuirs, el sistema marroquí antic especialment i el marroquí modern. De totes maneres cal entendre la rehabilitació d'aquest conjunt des d'una perspectiva més àmplia, ja que, a part de l'interès purament museístic, s'ha rehabilitat un edifici del "nucli antic industrial d'Igualada" localitzat en el seu context i, al mateix temps, s'ha recuperat per a la ciutat una zona degradada urbanísticament com és el Rec d'Igualada. La fàbrica tèxtil de "Cal Boyer", seu central del museu, està a un centenar de metres, i tot plegat ha suposat una remarcable intervenció urbanística en l'esmentat nucli industrial de la ciutat.
"Cal Granotes" mostra al visitant les dues plantes típiques d'una adoberia: la planta baixa o ribera, on tenien lloc les operacions de preparació i adob de les pells, i l'estenedor, on els cuirs perdien la humitat penjats de les característiques barrades. La seva producció anava destinada fonamentalment a l'elaboració de sola per a sabates. També es podia emprar per a la confecció de: guarniments de cuir per als animals i carruatges tirats per cavalleries; respatllers i seients de les cadires, i per a la fabricació de les corretges dels embarrats de les fàbriques.
Els adobers d'Igualada, a principis del segle xviii, abandonaren el recinte clos de les muralles medievals i establiren les noves indústries a frec d'una canalització d'aigua anomenada rec o séquia, documentada ja en el segle xii, emprada originàriament per fer funcionar molins fariners. El rec té una longitud de 3.049 metres i recull l'aigua del riu Anoia per mitjà d'una resclosa.

## "L'Home i l'Aigua"
Exposició inaugurada el 6 de juliol de 1991. Dona una visió de diversos aspectes del món de l'aigua relacionats amb la nostra societat. La temàtica es presenta en diversos apartats: l'elevació de l'aigua; transport, distribució i utilització domèstica de l'aigua; què és l'aigua?; l'aigua i la salut; i l'aprofitament econòmic de l'aigua.
En aquest espai perimetral de la sala s'exposa el discurs històric. A l'espai central, es pot contemplar el canal d'aigua de característiques lúdico-didàctiques amb uns elements que, col·locats en el mateix canal, els poden fer funcionar els mateixos visitants. El canal també serveix per fer present el compost que dona el títol de la sala. El muntatge és flexible i permet d'ampliar el nombre d'objectes exposats.
La construcció museogràfica és innovadora, tant pel que fa a la seva estructura i disseny, com per la seva finalitat didàctica i lúdica. El 12 de juny de 1992 aquesta secció fou guardonada amb el primer premi FAD d'interiorisme, competint amb més de dos-cents projectes. Aquesta distinció fou atorgada en bona part gràcies al baix cost de realització i el nivell de qualitat i de comunicació assolits en l'esmentada secció.
La màquina de vapor i la sínia, amb la instal·lació de la màquina de vapor del "Cilindro" d'Igualada, muntatge museogràfic dotat de moviment, aconsegueix ampliar un dels temes desenvolupats a la secció "L'Home i l'Aigua", concretament el de la transformació de l'aigua en energia, i al mateix temps explicar la funció d'un dels espais de l'antiga fàbrica tèxtil cotonera de "Cal Boyer", la sala de la màquina de vapor de què disposava aquesta indústria.
S'ha recuperat una sínia de fang que funcionava a frec de rec, emprada per elevar l'aigua a un nivell superior. Restava en estat d'abandó i, a causa de les obres de condicionament urbanístic del sector exterior del museu, fou recuperada i restaurada.

## Gasogen de Cal Pasqual
El museu també gestiona les visites al Gasogen de Cal Pasqual, una instal·lació de generació d'energia que es posà en funcionament després de la Guerra Civil Espanyola a la fàbrica tèxtil de cal Pasqual, al carrer Sant Carles d'Igualada. Funcionà fins a l'any 1955 i s'ha conservat. És l'únic gasogen d'aquestes característiques conservat a Catalunya i probablement a Europa.